# عبد العزيز الحربي (لاعب كرة قدم مواليد 1992)
عبد العزيز صالح الحربي مواليد 7 يونيو 1992 في السعودية، هو لاعب كرة قدم سعودي.

## بداياته
كانت بداياته مع نادي الوحدة و انتقل إلى الحزم في عام 2011 .